# بحر موسكو

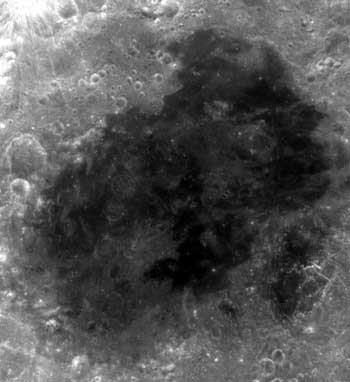
بحر موسكو

بحر موسكو (باللاتينية: Mare Moscoviense) هو واحد من البحار القمرية القليلة الموجودة على الجانب البعيد من القمر؛ مثل بحر الذكاء وبحر الهامش؛ ويقدر قطر فوهة هذا البحر بحوالي 276 كم.
اقترح هذا الاسم بعد الحصول على الصور الأولى للطرف البعيد للقمر أثناء بعثة لونا 3 في سنة 1959.